# Western United FC
El Western United Football Club (abreviado comúnmente como Western United) es club de fútbol de la ciudad de Honiara en las Islas Salomón. Juega en la S-League, la máxima división salomonense, la cual ganó en la temporada 2014-15.

## Palmarés
- S-League (1): 2014-15.